# أولاد بوعنان الدرابلة (بني مداسن1)
أولاد بوعنان الدرابلة هو دُوَّار يقع بجماعة سانية بركيك، إقليم سيدي بنور، جهة الدار البيضاء سطات في المملكة المغربية. ينتمي الدوّار لمشيخة بني مداسن1 التي تضم 6 دواوير. يقدر عدد سكانه بـ 954 نسمة حسب الإحصاء الرسمي للسكان والسكنى لسنة 2004.

## روابط خارجية
- البوابة الوطنية للجماعات الترابية
- المندوبية السامية للتخطيط